# Moa Kikuchi
Moa Kikuchi (菊地 最愛, Kikuchi Moa), aussi connue sous le nom de scène Moametal, née le 4 juillet 1999, est une chanteuse et idole japonaise, ex-membre du groupe féminin japonais Sakura Gakuin et ainsi que ses sous-unités Twinklestars, et Mini-Patissier et actuellement membre du sous-groupe Babymetal .
Elle est produite par l'agence de talents Amuse Inc.

## Présentation
Moa naît le 4 juillet 1999 à la préfecture d'Aichi, fait 1,47 m. Elle a appris à jouer de la guitare classique, très jeune, et souhaiterait devenir seiyū.

## Biographie
En 2007, à 8 ans seulement Kikuchi fait ses débuts après avoir remporté « the grand prix award », de 10 000 candidats, pour le « Girl Audition 2007 » et a remporté un contrat avec l'agence de talents Amuse.
En août 2010, à 11 ans, elle joint avec un autre membre, Yui Mizuno, le groupe féminin japonais Sakura Gakuin, un groupe destiné à former de très jeunes filles pour devenir de grandes idoles, dans lequel Moa et Yui sont alors à ce moment-là les plus jeunes membres. Sakura Gakuin n'avait toujours pas réalisé son tout premier single. Elles feront toutes les deux partie du premier sous-groupe Twinklestars avec d'autres membres de Sakura Gakuin.
Fin 2010, Yui et Moa forment le deuxième sous-groupe du groupe-mère, Babymetal (dans le thème de la musique metal), avec un autre membre plus âgé de Sakura Gakuin, Suzuka Nakamoto, qui en sera la leader. Ce groupe défend un concept particulier qu'il baptise le « kawaii metal », qui est un mélange de J-pop et de musique metal.
Dans ce trio, Moa effectue le même travail que Yui, dont la danse et le chant secondaire. Elle adopte son nom de scène Moametal, et sort avec ce groupe plusieurs singles.
Le travail en solo de Babymetal porte ses fruits, il marche assez bien au Japon, et commence à se faire connaître dans presque toute l'Asie mais aussi en Europe,.
En 2011, elle remplace avec Yui Mizuno et Hana Taguchi, les membres Raura Iida, Marina Horiuchi et Nene Sugisaki, du trio formé l'année précédente, Mini-Patissier (dans le thème de la cuisine), dans lequel sa couleur attribuée est le vert.
Depuis mars 2013, Babymetal travaille en tant que groupe et ne dépend plus du Sakura Gakuin ; Nakamoto est diplômée de Sakura Gakuin le février 2013, mais reste désormais membre principal de Babymetal. Le groupe est produit par divers musiciens de metal sous Toy's Factory.
Après le départ de Marina Horiuchi, Raura Iida, Nene Sugisaki et Hinata Satō, alors les derniers membres de la 1re génération de Sakura Gakuin, fin mars 2014, Moa Kikuchi est nommée 4e leader du groupe (4e présidente du Conseil des étudiants) avec Yui Mizuno en qualité de vice-présidente.

## Anecdotes
Lors de la remise de diplôme de sa collègue et amie Suzuka, Moa prend la parole devant le public en disant qu'elle a passé de très bons moments avec Suzuka au sein de Sakura Gakuin et qu'elle regrette en quelque sorte son départ. Pour geste d'amitié et de respect, elle prend son amie dans ses bras tout en pleurant avec les grands applaudissements du groupe et du public.

## Groupes
- Sakura Gakuin (2010 - 2015)
  - Twinklestars (2010 - 2015)
  - Mini-Patissier (2010 - 2015)
- Babymetal (2010 - aujourd'hui)

## Discographie en groupe

### Avec Sakura Gakuin
| #             | Date de sortie   | Titre de l'œuvre                         | Label                 | Remarques               |               |               |               |               |
| Albums studio | Albums studio    | Albums studio                            | Albums studio         | Albums studio           | Albums studio | Albums studio | Albums studio | Albums studio |
| ------------- | ---------------- | ---------------------------------------- | --------------------- | ----------------------- | ------------- | ------------- | ------------- | ------------- |
| 1             | 27 avril 2011    | Sakura Gakuin 2010nendo ~message~        | Toy's Factory         |                         |               |               |               |               |
| 2             | 21 mars 2012     | Sakura Gakuin 2011nendo ~FRIENDS~        | Universal Music Japan |                         |               |               |               |               |
| 3             | 13 mars 2013     | Sakura Gakuin 2012nendo ~My Generation~  | Universal Music Japan |                         |               |               |               |               |
| 4             | 12 mars 2014     | Sakura Gakuin 2013nendo ~Kizuna~         | Universal Music Japan |                         |               |               |               |               |
| -             | 5 mai 2014       | Hōkago Anthology from Sakura Gakuin      | Universal Music Japan |                         |               |               |               |               |
| 5             | 25 mars 2015     | Sakura Gakuin 2014nendo ~Kimi ni Todoke~ | Universal Music Japan | dernier album participé |               |               |               |               |
| Singles       |                  |                                          |                       |                         |               |               |               |               |
| 1             | 8 décembre 2010  | Yume ni Mukatte / Hello! IVY             | Toys Factory          |                         |               |               |               |               |
| 2             | 21 décembre 2011 | Verishuvi                                | Universal Music Japan |                         |               |               |               |               |
| 3             | 15 février 2012  | Tabidachi no Hi ni                       | Universal Music Japan |                         |               |               |               |               |
| 4             | 5 septembre 2012 | Wonderful Journey                        | Universal Music Japan |                         |               |               |               |               |
| 5             | 27 février 2013  | My Graduation Toss                       | Universal Music Japan |                         |               |               |               |               |
| 6             | 9 octobre 2013   | Ganbare!!                                | Universal Music Japan |                         |               |               |               |               |
| 7             | 12 février 2014  | Jump Up ~Chiisana Yūki~                  | Universal Music Japan |                         |               |               |               |               |
| -             | 22 octobre 2014  | Heart no Hoshi                           | Universal Music Japan |                         |               |               |               |               |
| -             | 4 mars 2015      | Aogeba Tōtoshi ~From Sakura Gakuin 2014~ | Universal Music Japan |                         |               |               |               |               |

### Avec Babymetal
| #              | Date de sortie  | Titre de l'œuvre          | Label                           | Remarques     |               |               |               |               |
| Albums studio  | Albums studio   | Albums studio             | Albums studio                   | Albums studio | Albums studio | Albums studio | Albums studio | Albums studio |
| -------------- | --------------- | ------------------------- | ------------------------------- | ------------- | ------------- | ------------- | ------------- | ------------- |
| 1              | 26 février 2014 | BABYMETAL                 | BMD Fox Records (Toy's Factory) |               |               |               |               |               |
| Singles indies |                 |                           |                                 |               |               |               |               |               |
| -              | octobre 2011    | Do • Ki • Do • Ki☆MORNING | BMD Fox Records                 | DVD single    |               |               |               |               |
| 1              | 7 mars 2012     | BABYMETAL × Kiba of Akiba | BMD Fox Records                 | single duo    |               |               |               |               |
| 2              | 4 juillet 2012  | Headbanger!!              | BMD Fox Records                 |               |               |               |               |               |
| Singles majors |                 |                           |                                 |               |               |               |               |               |
| 1              | 9 janvier 2013  | Ijime, Dame, Zettai       | BMD Fox Records                 |               |               |               |               |               |
| 2              | 19 juin 2013    | Megitsune                 | BMD Fox Records                 |               |               |               |               |               |

### Avec Twinklestars
| 1 | 28 novembre 2010 | Dear Mr. Socrates       | Toy's Factory |  |
| 2 | 6 juillet 2011   | Please! Please! Please! | Toy's Factory |  |

### Avec Mini-Patissier
| 2012 | Yokubari Fille (よくばりフィーユ)                               | Sakura Gakuin 2011nendo ~FRIENDS~        |
| 2013 | Miracle♪Pattyful♪Hamburguer (ミラクル♪パティフル♪ハンバーガー)  | Sakura Gakuin 2012nendo ~My Generation~' |
| 2013 | Pumkin Parade                                                   | Ganbare!!                                |
| 2013 | Acha! Cha! Kare (あちゃ！ちゃ！カリー)                          | Ganbare!!                                |
| 2014 | Shi Yanarihan Nari Dorayaki Musume (しゃなりはんなりどら焼き娘) | Sakura Gakuin 2013nendo ~Kizuna~         |